# Sozusa desperata
Sozusa desperata är en fjärilsart som beskrevs av Kirby 1892. Sozusa desperata ingår i släktet Sozusa och familjen björnspinnare. Inga underarter finns listade i Catalogue of Life.